# Stockholm (Wisconsin)
Stockholm es una villa ubicada en el condado de Pepin en el estado estadounidense de Wisconsin. En el Censo de 2010 tenía una población de 66 habitantes y una densidad poblacional de 27,23 personas por km².

## Geografía
Stockholm se encuentra ubicada en las coordenadas 44°29′27″N 92°16′20″O / 44.49083, -92.27222. Según la Oficina del Censo de los Estados Unidos, Stockholm tiene una superficie total de 2.42 km², de la cual 2.33 km² corresponden a tierra firme y (3.85%) 0.09 km² es agua.

## Demografía
Según el censo de 2010, había 66 personas residiendo en Stockholm. La densidad de población era de 27,23 hab./km². De los 66 habitantes, Stockholm estaba compuesto por el 100% blancos, el 0% eran afroamericanos, el 0% eran amerindios, el 0% eran asiáticos, el 0% eran isleños del Pacífico, el 0% eran de otras razas y el 0% pertenecían a dos o más razas. Del total de la población el 0% eran hispanos o latinos de cualquier raza.